# Pulseman
 (mai 2019).
Si vous disposez d'ouvrages ou d'articles de référence ou si vous connaissez des sites web de qualité traitant du thème abordé ici, merci de compléter l'article en donnant les références utiles à sa vérifiabilité et en les liant à la section « Notes et références ».
Pulseman  est un jeu vidéo d'action plates-formes sorti en 1994 sur Mega Drive. Le jeu a été développé par Game Freak et édité par Sega.

## Système de jeu
Pulseman est un jeu de plates-formes 2D très inspiré de Sonic the Hedgehog et de Megaman.
Le joueur contrôle Pulseman, un personnage qui peut sauter, marcher, courir et utiliser divers pouvoirs électriques (lancer des lasers électriques, se transformer en boule d'électricité afin de se déplacer à travers des circuits électriques, etc...). Il devra affronter de nombreux ennemis pour venir à bout de sept environnements composés d'environ sept niveaux chacun. Le jeu forcera le joueur à utiliser les différentes capacités du protagoniste pour surmonter les obstacles, notamment en incitant à prendre de la vitesse pour pouvoir parcourir des circuits et vaincre des Boss de fin de niveaux.

## Histoire
En 1999, le docteur en mathématiques et en biologie Syakuei Yoshiyama a réussi à créer une intelligence artificielle très avancée. Il a appelé sa création C-Life et a réussi à la rendre consciente, pensante et sensible. Cependant, il en est vite tombé amoureux et a voulu se rapprocher d'elle. Il s'est donc numérisé et téléchargé dans son ordinateur, où ils ont fusionné. Le résultat final de leur amour a été la naissance d'un garçon mi-humain, mi-C-Life, nommé Pulseman. Pulseman était unique car il avait le pouvoir de voyager librement entre le monde réel et le cyberespace, ainsi que de canaliser l'électricité à travers son corps, l'utilisant à la fois comme une arme et comme un moyen de transport rapide grâce au pouvoir de Volteccer.
Malheureusement, le fait d'avoir vécu si longtemps dans le monde des ordinateurs a déformé l'esprit du docteur Yoshiyama, corrompant ses ondes cérébrales et son corps. Ce dernier est alors revenu dans le monde réel, mais s'est transformé en l'infâme Docteur Waruyama. Utilisant un système connu sous le nom d'EUREKA, qui permet aux êtres C-Life de se manifester dans le monde réel, Docteur Waruyama crée le Galaxy Gang, répandant une nouvelle vague de cyber-terrorisme à travers le monde. Pulseman doit combattre son propre père et mettre fin à son gang pour le bien du monde libre.